# Ceratocanthus gundlachi
Ceratocanthus gundlachi is een keversoort uit de familie Hybosoridae. De wetenschappelijke naam van de soort is voor het eerst geldig gepubliceerd in 1874 door Harold.